# 14e étape du Tour de France 1914
Pour un article plus général, voir Tour de France 1914.
La 14e étape du Tour de France 1914 s'est déroulée le vendredi 24 juillet.
Les coureurs relient Longwy à Dunkerque, au terme d'un parcours de 390 kilomètres.
Le coureur luxembourgeois François Faber gagne l'étape, tandis que le coureur belge Philippe Thys conserve la tête du classement général.

## Déroulement de la course
Déjà vainqueur de l'étape précédente, François Faber s'impose également à Dunkerque, devançant au sprint les autres hommes de tête, tandis que le suspense du Tour est relancé. Bien qu'il finisse dans le même temps qu'Henri Pélissier, Philippe Thys écope d'une pénalité de trente minutes : victime d'une chute près de Bailleul, il répare rapidement sa roue cassée grâce à l'aide de son coéquipier Louis Heusghem, mais il oublie de rapporter aux commissaires de course le moyeu brisé comme preuve de l'accident, comme le stipule le règlement. Toujours en tête du classement général, Thys ne conserve qu'1 min 50 s sur son coéquipier.

## Classements

### Classement de l'étape
| \| Classement de l'étape \| Classement de l'étape \| Classement de l'étape \| Classement de l'étape \| Classement de l'étape \| \| Coureur \| Coureur \| Pays \| Équipe \| Temps \| \| --------------------- \| --------------------- \| --------------------- \| ------------------------- \| --------------------- \| \| 1er \| François Faber \| Luxembourg \| Peugeot-Wolber \| 15 h 03 min 16 s \| \| 2e \| Henri Pélissier \| France \| Peugeot-Wolber \| + 0 s \| \| 3e \| Philippe Thys \| Belgique \| Peugeot-Wolber \| + 0 s \| \| 4e \| Jean Alavoine \| France \| Peugeot-Wolber \| + 1 min 21 s \| \| 5e \| Émile Georget \| France \| Peugeot-Wolber \| + 5 min 17 s \| \| 6e \| Louis Trousselier \| France \| Automoto-Continental \| + 5 min 17 s \| \| 7e \| Hector Tiberghien \| Belgique \| Peugeot-Wolber \| + 5 min 17 s \| \| 8e \| Alfons Spiessens \| Belgique \| J.B. Louvet - Continental \| + 5 min 17 s \| |                   |            |                           |                  |
| |                   |            |                           |                  |
| |                   |            |                           |                  |
| Classement de l'étape |                   |            |                           |                  |
| Coureur | Coureur           | Pays       | Équipe                    | Temps            |
| 1er | François Faber    | Luxembourg | Peugeot-Wolber            | 15 h 03 min 16 s |
| 2e | Henri Pélissier   | France     | Peugeot-Wolber            | + 0 s            |
| 3e | Philippe Thys     | Belgique   | Peugeot-Wolber            | + 0 s            |
| 4e | Jean Alavoine     | France     | Peugeot-Wolber            | + 1 min 21 s     |
| 5e | Émile Georget     | France     | Peugeot-Wolber            | + 5 min 17 s     |
| 6e | Louis Trousselier | France     | Automoto-Continental      | + 5 min 17 s     |
| 7e | Hector Tiberghien | Belgique   | Peugeot-Wolber            | + 5 min 17 s     |
| 8e | Alfons Spiessens  | Belgique   | J.B. Louvet - Continental | + 5 min 17 s     |

### Classement général
| \| Classement général \| Classement général \| Classement général \| Classement général \| Classement général \| \| Coureur \| Coureur \| Pays \| Équipe \| Temps \| \| ------------------ \| ------------------ \| ------------------ \| ------------------ \| ------------------ \| \| 1er \| Philippe Thys \| Belgique \| Peugeot-Wolber \| 186 h 30 min 53 s \| \| 2e \| Henri Pélissier \| France \| Peugeot-Wolber \| + 1 min 50 s \| \| 3e \| Jean Alavoine \| France \| Peugeot-Wolber \| + 34 min 27 s \| |                 |          |                |                   |
| |                 |          |                |                   |
| |                 |          |                |                   |
| Classement général |                 |          |                |                   |
| Coureur | Coureur         | Pays     | Équipe         | Temps             |
| 1er | Philippe Thys   | Belgique | Peugeot-Wolber | 186 h 30 min 53 s |
| 2e | Henri Pélissier | France   | Peugeot-Wolber | + 1 min 50 s      |
| 3e | Jean Alavoine   | France   | Peugeot-Wolber | + 34 min 27 s     |